# HD 121980
HD 121980，又名BD+15 2651，SAO 100801、HR 5254，是一颗恒星，视星等为6，位于銀經357.75，銀緯69.98，其B1900.0坐标为赤經13h 53m 50.2s，赤緯+15° 69.98′ 15″。